# Idiops vandami
Espèce
Synonymes
- Acanthodon vandami Hewitt, 1925

Idiops vandami est une espèce d'araignées mygalomorphes de la famille des Idiopidae.

## Distribution
Cette espèce est endémique du Mpumalanga en Afrique du Sud,.

## Étymologie
Cette espèce est nommée en l'honneur de Gerhardus Petrus Frederick Van Dam.

## Publication originale
- Hewitt, 1925 : Descriptions of some African Arachnida. Records of the Albany Museum, vol. 3, p. 277-299.